# Bara kyrka
Bara kyrka är en kyrkobyggnad nordost om tätorten Bara. Den tillhör Värby församling i Lunds stift.

## Kyrkobyggnaden
Kyrkan uppfördes i romansk stil runt år 1200. Från början bestod kyrkan av långhus med ett mindre kor och en halvrund absid i öster. Ingången låg mitt på södra långsidan. Senare under medeltiden välvdes kyrkan. Samtidigt förlängdes långhuset och koret breddades. År 1485 färdigställdes kyrktornet.
Bara kyrka som är belägen högt uppe på en kulle kan lätt ses på avstånd. Bara kyrka är, precis som många andra kyrkor som var byggda på 1100- och 1200-talen, belägen på öppen och hög yta för att dels fungera som en försvarspunkt samt tillflyktsort vid oroliga tider. I nutid så har kyrkan tre ingångar, men ett visitationsprotokoll ifrån 1822 lyder texten ” Bara Kyrka är 47 aln. 9 tum lång och 13 ½ alnar bred” och att ”i Bara kyrka finnas fyra dörrar”.
Under första hälften av 1600-talet byggdes en korsarm i söder som tjänade som gravkor för Beck-Friis och herrskapskyrka. Den har fortfarande kvar sin ursprungliga renässansgavel. I början av 1800-talet ersattes tornspiran med nuvarande tegeltak. Innan tornspiran ersattes med tegeltak så använde sjömän tornspiran som ett sätt att lokalisera sig. Kyrkan inhägnas av kallmur.

## Inventarier
- Altaruppsatsen tillverkades i början av 1600-talet. Den gjordes troligen av Jacob Kremberg.
- Kyrkan romanska dopfunt fanns länge på Statens historiska museum men står numera åter på plats i kyrkan.

### Orgel
- Den nuvarande orgeln byggdes 1885 av Anders Victor Lundahl, Malmö och är en mekanisk orgel. invigdes på hösten 1885. Orgeln har omdisponerats och utökats av Anders Persson Orgelbyggeri, Viken

| Manual        | Pedal      | Koppel  |
| Principal 8´  | Subbas 16´ | Man/Ped |
| Gedackt 8'    | Oktava 4'  |         |
| Oktava 4'     |            |         |
| Kvint 2 2/3'  |            |         |
| Oktava 2'     |            |         |
| Blockflöjt 1' |            |         |

## Fotnot
1. ↑  Andersson Helge, red (1980). Bara kommun. Kulturhistoriska skrifter / utgivna av Bara kommun, 99-0241766-3 ; 3. Bara: Bara kommun. sid. 50. Libris 255500